# Ga Deunggu
Ga Deunggu (tiếng Hàn: 등구역; Hanja: 登龜驛) is a station of the Tuyến BGLRT của Busan Metro ở Daejeo-dong, quận Gangseo|quận Gangseo, Busan, Hàn Quốc.

## Liên kết
- (tiếng Hàn) Thông tin ga từ Tổng công ty vận chuyển Busan